# City to City
City to City är ett musikalbum av Gerry Rafferty som lanserades i januari 1978 på United Artists Records. Det var hans andra studioalbum och hans första sedan hans tid i Stealers Wheel. Albumet blev mycket framgångsrikt båda i Europa och Nordamerika, men särskilt Nordamerika där det nådde förstaplatsen på albumlistorna i både USA och Kanada. Albumet innehåller Raffertys mest kända låt "Baker Street", men även "Right Down the Line" och "Home and Dry" blev hyfsat framgångsrika singlar.

## Låtlista
(alla låtar komponerade av Gerry Rafferty)
1. "The Ark" - 5:36
2. "Baker Street" - 6:01
3. "Right Down the Line" - 4:20
4. "City to City" - 4:51
5. "Stealin' Time" - 5:39
6. "Mattie's Rag" - 3:28
7. "Whatever’s Written In Your Heart" - 6:30
8. "Home and Dry" - 4:52
9. "Island" - 5:04
10. "Waiting For the Day" - 5:26

## Listplaceringar
| Lista (1978)   | Position                |
| -------------- | ----------------------- |
| Australien     | 3 (Kent Music Report)   |
| Finland        | 22                      |
| Frankrike      | 6                       |
| Island         | 4 (Visir Vinsældalisti) |
| Kanada         | 1 (RPM)                 |
| Nederländerna  | 5                       |
| Nya Zeeland    | 6                       |
| Storbritannien | 6 (UK Albums Chart)     |
| Sverige        | 9 (Topplistan)          |
| USA            | 1 (Billboard 200)       |
| Västtyskland   | 3                       |
| Österrike      | 9                       |